# Schweizer Parlamentswahlen 1878/Resultate Nationalratswahlen

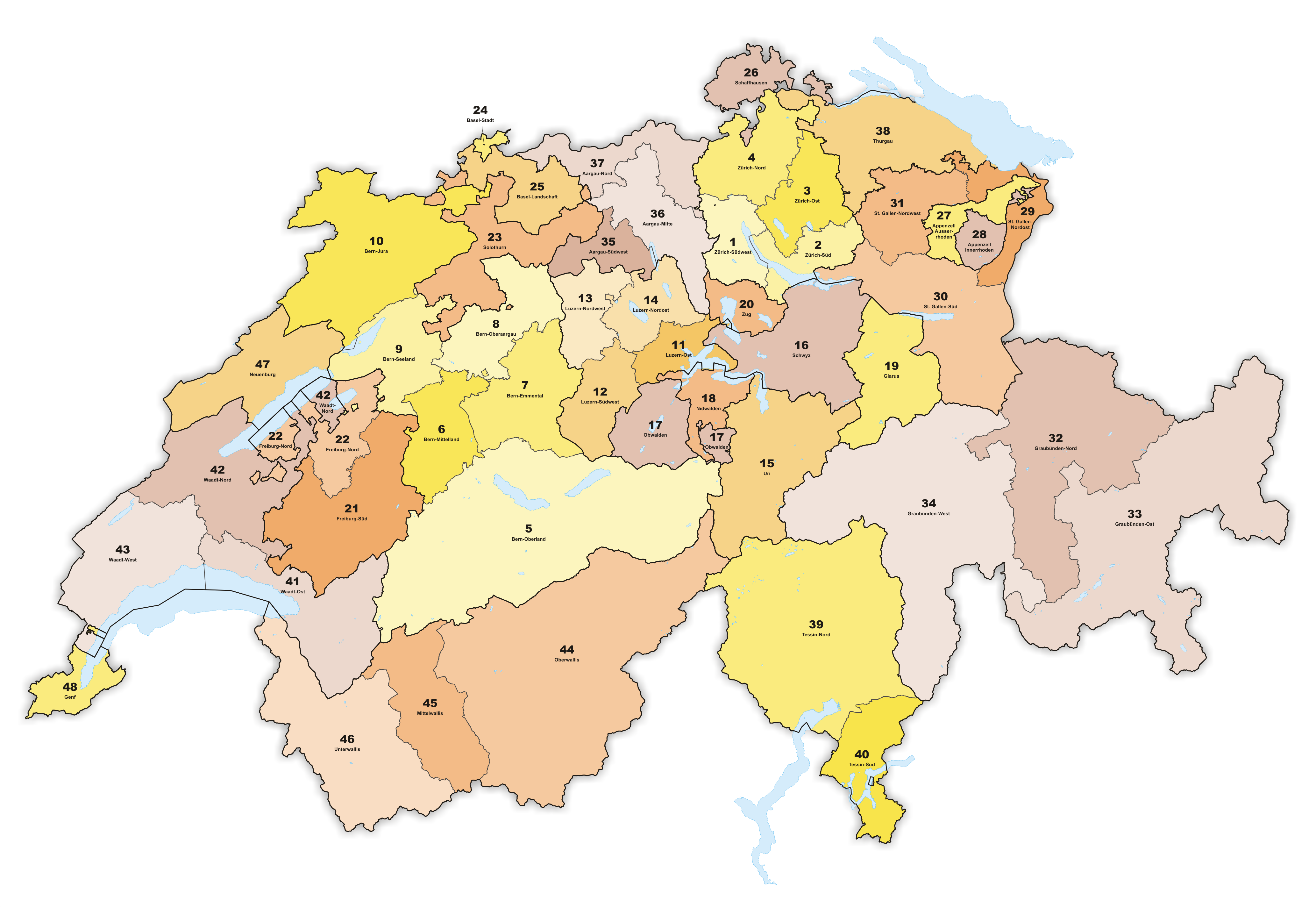
Nationalratswahlkreise von 1872 bis 1881

Die Nationalratswahlen der 11. Legislaturperiode fanden am 27. Oktober 1878 statt. Neu zu besetzen waren 135 Sitze im schweizerischen Nationalrat. Auf dieser Seite findet sich eine Übersicht über die detaillierten Resultate in den Kantonen.

## Erklärungen
Wie bei allen Wahlen vor der Einführung des heute üblichen Proporzwahlrechts im Jahr 1919 gelangte das Majorzwahlrecht zur Anwendung. Das Land war zu diesem Zweck in 48 unterschiedlich grosse Nationalratswahlkreise unterteilt, in denen ein bis fünf Sitze zu vergeben waren. Angewendet wurde die so genannte romanische Mehrheitswahl, bei der ein Kandidat die absolute Mehrheit der abgegebenen Stimmen benötigte, um gewählt zu werden. Jeder Wähler hatte so viele Stimmen, wie Sitze zu vergeben waren. In einzelnen Wahlkreisen waren bis zu drei Wahlgänge notwendig.
- Wahlkreis: Die Wahlkreise waren fortlaufend nummeriert, geordnet nach der Reihenfolge der Kantone in der schweizerischen Bundesverfassung. Aufgrund der wechselnden Anzahl Wahlkreise im Laufe der Jahre erhielten manche mehrmals eine neue Nummer. Deshalb besitzen die weiterführenden Artikel ein Lemma mit einer inoffiziellen geographischen Bezeichnung.
- Gewählte Kandidaten sind fett markiert, nicht gewählte Kandidaten sind kursiv markiert

## Parteien
Eine Zuordnung von Kandidaten zu Parteien und politischen Gruppierungen ist nur bedingt möglich, da sie nicht auf offiziellen Parteilisten kandidierten. Der politischen Wirklichkeit des 19. Jahrhunderts entsprechend kann man eher von Parteiströmungen oder -richtungen sprechen. Die verwendeten Parteibezeichnungen sind daher eine ideologische Einschätzung.
- FL = Freisinnige Linke (Freisinnige, Radikale, Radikaldemokraten)
- LM = Liberale Mitte (Liberale, Liberaldemokraten)
- KK = Katholisch-Konservative
- ER = Evangelische Rechte (evangelische/reformierte Konservative)
- DL = Demokratische Linke (Demokraten, Demokratische Partei)

## Ergebnisse der Nationalratswahlen

### Kanton Aargau (10 Sitze)
| Wahlkreis | Sitze | Datum                           | Wahlbe- rechtigte | Anzahl Wählende | Wahlbe- teiligung | Gewählte und Nichtgewählte | Partei                     | Stimmen                                                     | Anteil                                                                |
| --------- | ----- | ------------------------------- | ----------------- | --------------- | ----------------- | --- | -------------------------- | ----------------------------------------------------------- | --------------------------------------------------------------------- |
| Nr. 35    | 3     | 27. Oktober 1878                | 11 567            | 9 646           | 83,5 %            | Arnold Künzli Carl Feer-Herzog Johann Haberstich Karl Karrer                                                                                           | FL LM FL                   | 8 357 8 272 7 744 0 460                                     | 91,3 % 90,4 % 84,6 % 04,6 %                                           |
| Nr. 36    | 4     | 27. Oktober 1878                | 16 433            | 13 617          | 82,5 %            | Peter Suter Johann Rohr Robert Straub Josef Meienberg Johann Hauser Andreas Müller Hans Riniker Friedrich Schatzmann Gottlieb Käppeli Peter Emil Isler | FL LM FL KK DL KK FL DL LM | 7 378 6 926 6 338 4 390 4 319 4 059 3 702 2 332 1 383 1 336 | 59,5 % 55,9 % 51,1 % 35,4 % 34,8 % 32,7 % 29,9 % 18,8 % 11,2 % 10,8 % |
| Nr. 36    | 4     | 17. November 1878 (2. Wahlgang) | 16 732            | 13 993          | 83,6 %            | Hans Riniker Josef Meienberg Johann Hauser | FL KK DL                   | 5 644 4 638 2 167                                           | 42,7 % 35,1 % 16,4 %                                                  |
| Nr. 36    | 4     | 1. Dezember 1878 (3. Wahlgang)  | 16 706            | 13 960          | 83,6 %            | Hans Riniker Josef Meienberg Johann Hauser | FL KK DL                   | 7 265 4 953 0 956                                           | 53,9 % 36,7 % 07,1 %                                                  |
| Nr. 37    | 3     | 27. Oktober 1878                | 13 157            | 10 581          | 80,4 %            | Emil Welti Karl von Schmid Emil Albert Baldinger Arnold Münch                                                                                          | LM KK KK                   | 8 846 8 797 6 063 3 813                                     | 92,8 % 92,3 % 63,6 % 40,0 %                                           |
| Nr. 37    | 3     | 19. Januar 1879                 | 13 408            | 11 803          | 88,0 %            | Arnold Münch | KK                         | 8 303                                                       | 75,0 %                                                                |

### Kanton Appenzell Ausserrhoden (2 Sitze)
| Wahlkreis | Sitze | Datum            | Wahlbe- rechtigte | Anzahl Wählende | Wahlbe- teiligung | Gewählte und Nichtgewählte                                              | Partei   | Stimmen                 | Anteil                      |
| --------- | ----- | ---------------- | ----------------- | --------------- | ----------------- | ----------------------------------------------------------------------- | -------- | ----------------------- | --------------------------- |
| Nr. 27    | 2     | 27. Oktober 1878 | 12 234            | 10 321          | 84,4 %            | Johann Fässler Daniel Hofstetter Johann Martin Meyer Julius Robert Hohl | FL LM FL | 6 289 4 900 1 579 0 994 | 68,9 % 53,7 % 17,3 % 10,9 % |

### Kanton Appenzell Innerrhoden (1 Sitz)
| Wahlkreis | Sitze | Datum            | Wahlbe- rechtigte | Anzahl Wählende | Wahlbe- teiligung | Gewählte und Nichtgewählte           | Partei | Stimmen     | Anteil        |
| --------- | ----- | ---------------- | ----------------- | --------------- | ----------------- | ------------------------------------ | ------ | ----------- | ------------- |
| Nr. 28    | 1     | 27. Oktober 1878 | 3 221             | 2 500           | 77,6 %            | Alois Broger Karl Justin Sonderegger | KK LM  | 1 247 0 934 | 53,4 % 40,0 % |

### Kanton Basel-Landschaft (3 Sitze)
| Wahlkreis | Sitze | Datum            | Wahlbe- rechtigte | Anzahl Wählende | Wahlbe- teiligung | Gewählte und Nichtgewählte                   | Partei   | Stimmen           | Anteil               |
| --------- | ----- | ---------------- | ----------------- | --------------- | ----------------- | -------------------------------------------- | -------- | ----------------- | -------------------- |
| Nr. 25    | 3     | 27. Oktober 1878 | 11 051            | 3 920           | 35,5 %            | Jakob Bernhard Graf Gédéon Thommen Emil Frey | FL FL FL | 3 777 3 745 3 675 | 96,4 % 95,5 % 93,8 % |

### Kanton Basel-Stadt (2 Sitze)
| Wahlkreis | Sitze | Datum            | Wahlbe- rechtigte | Anzahl Wählende | Wahlbe- teiligung | Gewählte und Nichtgewählte                                         | Partei   | Stimmen           | Anteil               |
| --------- | ----- | ---------------- | ----------------- | --------------- | ----------------- | ------------------------------------------------------------------ | -------- | ----------------- | -------------------- |
| Nr. 24    | 2     | 27. Oktober 1878 | 10 265            | 5 557           | 54,1 %            | Karl Burckhardt-Iselin Johann Rudolf Geigy-Merian Hermann Kinkelin | FL LM FL | 4 750 2 848 2 700 | 85,5 % 51,3 % 48,6 % |

### Kanton Bern (25 Sitze)
| Wahlkreis | Sitze | Datum                          | Wahlbe- rechtigte | Anzahl Wählende | Wahlbe- teiligung | Gewählte und Nichtgewählte | Partei         | Stimmen                                                     | Anteil                                                                |
| --------- | ----- | ------------------------------ | ----------------- | --------------- | ----------------- | --- | -------------- | ----------------------------------------------------------- | --------------------------------------------------------------------- |
| Nr. 5     | 5     | 27. Oktober 1878               | 19 750            | 7 320           | 37,1 %            | Jakob Scherz Carl Samuel Zyro Friedrich Seiler Johannes Ritschard Wilhelm Teuscher Johann Jakob Rebmann Christian Gerber Johann Knechtenhofer Gottfried Feller            | FL FL ER FL    | 4 748 4 491 4 484 4 365 3 446 2 184 2 139 1 315 0 726       | 64,9 % 61,4 % 61,3 % 59,6 % 47,1 % 29,8 % 29,2 % 18,0 % 09,9 %        |
| Nr. 5     | 5     | 3. November 1878 (2. Wahlgang) | 19 750            | 6 462           | 32,8 %            | Wilhelm Teuscher Johann Jakob Rebmann | FL FL          | 4 495 1 288                                                 | 69,3 % 19,9 %                                                         |
| Nr. 6     | 4     | 27. Oktober 1878               | 17 670            | 6 810           | 38,5 %            | Otto von Büren Rudolf Rohr Rudolf Brunner Friedrich von Werdt Samuel Steiner Eduard von Sinner Rudolf Fischer Hans Bächtold                                               | ER FL ER DL DL | 5 555 4 903 4 116 3 146 2 702 2 323 0 697 0 695             | 81,6 % 72,0 % 60,4 % 46,2 % 39,7 % 34,1 % 10,2 % 10,2 %               |
| Nr. 6     | 4     | 3. November 1878 (2. Wahlgang) | 17 670            | 6 482           | 36,7 %            | Friedrich von Werdt Samuel Steiner | FL ER          | 3 387 3 132                                                 | 52,3 % 48,3 %                                                         |
| Nr. 7     | 4     | 27. Oktober 1878               | 13 920            | 4 402           | 31,6 %            | Karl Schenk Gottfried Joost Gottlieb Riem Karl Karrer Fritz Bühlmann Alfred Scheurer Ludwig von Wattenwyl                                                                 | FL FL LM ER    | 3 545 2 540 2 472 2 447 1 496 1 468 1 180                   | 80,5 % 57,7 % 56,2 % 55,6 % 34,0 % 33,3 % 26,8 %                      |
| Nr. 7     | 4     | 19. Januar 1879                | 13 920            | ca. 7 000       | 50,3 %            | Fritz Bühlmann Gottlieb Berger | FL FL          | ca. 5 000 ca. 2 000                                         | 71,4 % 28,6 %                                                         |
| Nr. 8     | 4     | 27. Oktober 1878               | 16 630            | 4 812           | 28,9 %            | Johann Bützberger Alexander Bucher Rudolf Leuenberger Albert Friedrich Born Daniel Flückiger                                                                              | FL FL LM       | 4 303 4 229 4 025 3 657 0 676                               | 89,4 % 87,9 % 83,6 % 76,0 % 14,0 %                                    |
| Nr. 9     | 3     | 27. Oktober 1878               | 14 860            | 2 767           | 18,6 %            | Johannes Schlup Jakob Stämpfli Charles Kuhn Friedrich Eggli | FL FL FL       | ca. 2 700 ca. 2 600 ca. 0 400                               | 97,6 % 94,0 % 94,0 % 14,5 %                                           |
| Nr. 10    | 5     | 27. Oktober 1878               | 21 170            | 13 375          | 63,2 %            | Abraham Boivin Albert Morel Victor Gouvernon Casimir Folletête Xavier Kohler Niklaus Kaiser Hippolyte Paulet Auguste-Adolphe Klaye Ernest Francillon Constant Bodenheimer | ER ER KK FL FL | 6 858 6 799 6 577 6 545 6 517 6 449 6 430 6 346 6 149 5 589 | 51,3 % 50,8 % 49,2 % 48,9 % 48,7 % 48,2 % 48,1 % 47,4 % 46,0 % 41,8 % |
| Nr. 10    | 5     | 3. November 1878 (2. Wahlgang) | 21 170            | 17 833          | 84,2 %            | Hippolyte Paulet Niklaus Kaiser Auguste-Adolphe Klaye Xavier Kohler Victor Gouvernon Casimir Folletête                                                                    | FL FL KK KK    | 9 354 9 336 9 244 8 362 8 343 8 188                         | 52,5 % 52,4 % 51,8 % 46,9 % 46,8 % 45,9 %                             |

### Kanton Freiburg (6 Sitze)
| Wahlkreis | Sitze | Datum            | Wahlbe- rechtigte | Anzahl Wählende | Wahlbe- teiligung | Gewählte und Nichtgewählte                                                                          | Partei      | Stimmen                             | Anteil                                    |
| --------- | ----- | ---------------- | ----------------- | --------------- | ----------------- | --------------------------------------------------------------------------------------------------- | ----------- | ----------------------------------- | ----------------------------------------- |
| Nr. 21    | 3     | 27. Oktober 1878 | 13 611            | 8 025           | 59,0 %            | Louis de Weck Laurent Chaney Arthur Techtermann Louis-Auguste Marmier Édouard Fasnacht Isaac Gendre | KK KK FL FL | 6 214 6 140 5 872 1 952 1 723 1 689 | 78,1 % 77,1 % 73,8 % 24,5 % 21,6 % 21,2 % |
| Nr. 22    | 3     | 27. Oktober 1878 | 14 599            | 8 130           | 55,7 %            | Joseph Jaquet Louis Grand Louis de Wuilleret                                                        | KK KK KK    | 7 974 7 925 7 898                   | 98,7 % 98,1 % 97,8 %                      |

### Kanton Genf (4 Sitze)
| Wahlkreis | Sitze | Datum            | Wahlbe- rechtigte | Anzahl Wählende | Wahlbe- teiligung | Gewählte und Nichtgewählte | Partei      | Stimmen                                         | Anteil                                                  |
| --------- | ----- | ---------------- | ----------------- | --------------- | ----------------- | --- | ----------- | ----------------------------------------------- | ------------------------------------------------------- |
| Nr. 48    | 4     | 27. Oktober 1878 | 19 841            | 11 284          | 56,9 %            | Arthur Chenevière Gustave-Jules Pictet François-Isaac Mayor Carl Vogt Antoine Carteret Charles Friderich Moïse Vautier Georges Favon | LM LM FL FL | 7 316 7 198 6 604 6 591 4 641 4 353 4 137 4 022 | 65,0 % 63,9 % 58,7 % 58,5 % 41,2 % 38,7 % 36,7 % 35,7 % |

### Kanton Glarus (2 Sitze)
| Wahlkreis | Sitze | Datum            | Wahlbe- rechtigte | Anzahl Wählende | Wahlbe- teiligung | Gewählte und Nichtgewählte     | Partei | Stimmen     | Anteil        |
| --------- | ----- | ---------------- | ----------------- | --------------- | ----------------- | ------------------------------ | ------ | ----------- | ------------- |
| Nr. 19    | 2     | 27. Oktober 1878 | 8 296             | 4 061           | 49,0 %            | Niklaus Tschudi Esajas Zweifel | FL LM  | 3 454 3 397 | 85,1 % 83,6 % |

### Kanton Graubünden (5 Sitze)
| Wahlkreis | Sitze | Datum            | Wahlbe- rechtigte | Anzahl Wählende | Wahlbe- teiligung | Gewählte und Nichtgewählte                                                             | Partei   | Stimmen                 | Anteil                      |
| --------- | ----- | ---------------- | ----------------- | --------------- | ----------------- | -------------------------------------------------------------------------------------- | -------- | ----------------------- | --------------------------- |
| Nr. 32    | 2     | 27. Oktober 1878 | 9 054             | 5 545           | 61,2 %            | Simeon Bavier Hermann Sprecher von Bernegg Johann Gaudenz von Salis                    | LM ER FL | 4 404 2 737 2 404       | 80,6 % 50,1 % 44,0 %        |
| Nr. 32    | 2     | 19. Januar 1879  | 9 055             | 6 728           | 74,3 %            | Johann Gaudenz von Salis Remigius Peterelli                                            | FL KK    | 3 497 2 895             | 52,0 % 43,0 %               |
| Nr. 33    | 2     | 27. Oktober 1878 | 8 859             | 6 615           | 74,7 %            | Anton Steinhauser Johann R. von Toggenburg Caspar Decurtins Johann Bartholome Caflisch | FL KK FL | 3 517 3 304 2 770 2 734 | 53,6 % 50,3 % 42,2 % 41,7 % |
| Nr. 34    | 1     | 27. Oktober 1878 | 4 333             | 2 364           | 54,6 %            | Andreas Rudolf von Planta Peter Romedi Andrea Bezzola                                  | LM FL FL | 1 338 0 744 0 211       | 57,2 % 31,8 % 09,0 %        |

### Kanton Luzern (7 Sitze)
| Wahlkreis | Sitze | Datum            | Wahlbe- rechtigte | Anzahl Wählende | Wahlbe- teiligung | Gewählte und Nichtgewählte                      | Partei   | Stimmen           | Anteil               |
| --------- | ----- | ---------------- | ----------------- | --------------- | ----------------- | ----------------------------------------------- | -------- | ----------------- | -------------------- |
| Nr. 11    | 2     | 27. Oktober 1878 | 9 354             | 5 627           | 60,1 %            | Josef Martin Knüsel Josef Vonmatt Xaver Zumbühl | LM FL KK | 5 288 2 930 2 612 | 94,5 % 52,4 % 46,7 % |
| Nr. 12    | 1     | 27. Oktober 1878 | 4 201             | 3 037           | 72,3 %            | Alois Räber Joseph Fischer                      | KK FL    | 1 825 1 191       | 60,3 % 39,3 %        |
| Nr. 13    | 2     | 27. Oktober 1878 | 8 340             | 2 923           | 35,1 %            | Josef Erni Vinzenz Fischer                      | KK KK    | 2 773 2 764       | 97,5 % 97,2 %        |
| Nr. 14    | 2     | 27. Oktober 1878 | 9 154             | 3 272           | 35,7 %            | Philipp Anton von Segesser Franz Xaver Beck     | KK KK    | 3 159 3 151       | 98,5 % 98,3 %        |

### Kanton Neuenburg (5 Sitze)
| Wahlkreis | Sitze | Datum            | Wahlbe- rechtigte | Anzahl Wählende | Wahlbe- teiligung | Gewählte und Nichtgewählte | Partei         | Stimmen                                                           | Anteil                                                                       |
| --------- | ----- | ---------------- | ----------------- | --------------- | ----------------- | --- | -------------- | ----------------------------------------------------------------- | ---------------------------------------------------------------------------- |
| Nr. 47    | 5     | 27. Oktober 1878 | 23 174            | 10 231          | 44,1 %            | Jules Philippin Louis-Alexandre Martin Arnold Grosjean Charles-Alfred Petitpierre Louis Constant Lambelet Fritz Berthoud Édouard Perrochet Ferdinand Richard Alfred Borel Paul Jacottet Numa Droz | FL FL LM LM DL | 5 698 5 542 5 495 5 476 5 311 4 670 4 462 4 365 4 138 4 121 0 998 | 55,7 % 54,2 % 53,7 % 53,5 % 51,9 % 45,6 % 43,6 % 42,7 % 40,4 % 40,3 % 09,8 % |

### Kanton Nidwalden (1 Sitz)
| Wahlkreis | Sitze | Datum            | Wahlbe- rechtigte | Anzahl Wählende | Wahlbe- teiligung | Gewählte und Nichtgewählte | Partei | Stimmen | Anteil |
| --------- | ----- | ---------------- | ----------------- | --------------- | ----------------- | -------------------------- | ------ | ------- | ------ |
| Nr. 18    | 1     | 27. Oktober 1878 | 2 801             | 1 066           | 38,1 %            | Robert Durrer              | KK     | 848     | 83,2 % |

### Kanton Obwalden (1 Sitz)
| Wahlkreis | Sitze | Datum            | Wahlbe- rechtigte | Anzahl Wählende | Wahlbe- teiligung | Gewählte und Nichtgewählte     | Partei | Stimmen | Anteil        |
| --------- | ----- | ---------------- | ----------------- | --------------- | ----------------- | ------------------------------ | ------ | ------- | ------------- |
| Nr. 17    | 1     | 27. Oktober 1878 | 3 730             | 1 879           | 50,4 %            | Nicolaus Hermann Alois Reinert | KK KK  | 970 846 | 51,6 % 45,0 % |

### Kanton Schaffhausen (2 Sitze)
| Wahlkreis | Sitze | Datum                          | Wahlbe- rechtigte | Anzahl Wählende | Wahlbe- teiligung | Gewählte und Nichtgewählte                                                         | Partei      | Stimmen                       | Anteil                             |
| --------- | ----- | ------------------------------ | ----------------- | --------------- | ----------------- | ---------------------------------------------------------------------------------- | ----------- | ----------------------------- | ---------------------------------- |
| Nr. 26    | 2     | 27. Oktober 1878               | 7 997             | 7 602           | 95,1 %            | Wilhelm Joos Robert Grieshaber Johannes Hallauer Eugen Ziegler Christian Moser-Ott | DL FL ER FL | 5 015 2 612 1 420 1 037 1 021 | 70,6 % 36,7 % 20,0 % 14,6 % 14,4 % |
| Nr. 26    | 2     | 3. November 1878 (2. Wahlgang) | 8 005             | 7 641           | 95,5 %            | Robert Grieshaber Christian Moser-Ott Zacharias Gysel                              | FL FL ER    | 3 778 1 674 1 007             | 54,4 % 24,1 % 14,5 %               |

### Kanton Schwyz (2 Sitze)
| Wahlkreis | Sitze | Datum            | Wahlbe- rechtigte | Anzahl Wählende | Wahlbe- teiligung | Gewählte und Nichtgewählte      | Partei | Stimmen     | Anteil        |
| --------- | ----- | ---------------- | ----------------- | --------------- | ----------------- | ------------------------------- | ------ | ----------- | ------------- |
| Nr. 16    | 2     | 27. Oktober 1878 | 12 199            | 3 260           | 26,7 %            | Ambros Eberle Fridolin Holdener | KK KK  | 3 044 2 908 | 94,2 % 89,9 % |

### Kanton Solothurn (4 Sitze)
| Wahlkreis | Sitze | Datum            | Wahlbe- rechtigte | Anzahl Wählende | Wahlbe- teiligung | Gewählte und Nichtgewählte                                                         | Partei      | Stimmen                                   | Anteil                                    |
| --------- | ----- | ---------------- | ----------------- | --------------- | ----------------- | ---------------------------------------------------------------------------------- | ----------- | ----------------------------------------- | ----------------------------------------- |
| Nr. 23    | 4     | 27. Oktober 1878 | 16 831            | 11 511          | 68,4 %            | Bernhard Hammer Simon Kaiser Leo Weber Hermann Dietler Constant Glutz Wilhelm Hirt | LM FL KK KK | 11 462 11 161 07 541 07 441 04 077 03 705 | 99,5 % 97,0 % 65,5 % 64,6 % 35,4 % 32,2 % |
| Nr. 23    | 4     | 19. Januar 1879  | 16 831            | ca. 9 000       | 53,5 %            | Franz Johann Trog                                                                  | FL          | 08 460                                    | 94,0 %                                    |

### Kanton St. Gallen (10 Sitze)
| Wahlkreis | Sitze | Datum            | Wahlbe- rechtigte | Anzahl Wählende | Wahlbe- teiligung | Gewählte und Nichtgewählte                                                                                             | Partei            | Stimmen                                          | Anteil                                           |
| --------- | ----- | ---------------- | ----------------- | --------------- | ----------------- | --- | ----------------- | ------------------------------------------------ | ------------------------------------------------ |
| Nr. 29    | 4     | 27. Oktober 1878 | 19 682            | 13 647          | 69,3 %            | Arnold Otto Aepli Thomas Thoma Johann Gebhard Lutz Carl von Gonzenbach Daniel Wirth-Sand Karl Hoffmann Paul Kirchhofer | LM LM KK ER FL FL | 12 831 08 529 07 902 06 606 06 579 05 274 03 870 | 98,2 % 65,3 % 60,5 % 50,6 % 50,4 % 40,4 % 29,6 % |
| Nr. 30    | 3     | 27. Oktober 1878 | 15 225            | 11 343          | 74,5 %            | Rudolf Hilty Wilhelm Good Johann Baptist Gaudy Johann Josef Huber Kaspar Curti                                         | LM KK FL KK       | 10 524 05 761 05 496 05 279 05 253               | 96,1 % 52,6 % 50,2 % 48,2 % 48,0 %               |
| Nr. 31    | 3     | 27. Oktober 1878 | 15 746            | 13 784          | 87,5 %            | Johann Rudolf Moser Johann Fridolin Müller Johann Joseph Keel Anton Franz Bersinger                                    | LM KK FL          | 13 027 12 862 07 285 06 157                      | 97,5 % 96,3 % 54,5 % 46,1 %                      |

### Kanton Tessin (6 Sitze)
| Wahlkreis | Sitze | Datum            | Wahlbe- rechtigte | Anzahl Wählende | Wahlbe- teiligung | Gewählte und Nichtgewählte                                                                                   | Partei      | Stimmen                             | Anteil                                    |
| --------- | ----- | ---------------- | ----------------- | --------------- | ----------------- | --- | ----------- | ----------------------------------- | ----------------------------------------- |
| Nr. 39    | 3     | 27. Oktober 1878 | 17 841            | 11 152          | 62,5 %            | Massimiliano Magatti Bernardino Lurati Erennio Spinelli Carlo Battaglini Emilio Censi Constantino Bernasconi | KK KK FL FL | 6 247 6 242 6 157 5 005 4 895 4 876 | 56,0 % 56,0 % 55,2 % 44,9 % 43,9 % 43,7 % |
| Nr. 40    | 3     | 27. Oktober 1878 | 17 406            | 9 238           | 53,1 %            | Martino Pedrazzini Carlo Vonmentlen Agostino Gatti Luigi Rusca Filippo Rusconi Mosè Sacchi                   | KK KK FL FL | 5 403 5 395 5 297 3 818 3 816 3 797 | 58,5 % 58,4 % 57,3 % 41,3 % 41,3 % 41,1 % |

### Kanton Thurgau (5 Sitze)
| Wahlkreis | Sitze | Datum            | Wahlbe- rechtigte | Anzahl Wählende | Wahlbe- teiligung | Gewählte und Nichtgewählte                                                                                      | Partei            | Stimmen                                   | Anteil                                    |
| --------- | ----- | ---------------- | ----------------- | --------------- | ----------------- | --- | ----------------- | ----------------------------------------- | ----------------------------------------- |
| Nr. 38    | 5     | 27. Oktober 1878 | ca. 23 900        | 17 659          | 73,5 %            | Severin Stoffel Friedrich Heinrich Häberlin Jakob Albert Scherb Johann Messmer Fridolin Anderwert Gustav Merkle | DL FL DL LM DL FL | 16 724 16 518 16 160 15 669 13 596 02 320 | 99,7 % 98,5 % 96,4 % 93,4 % 81,1 % 13,8 % |
| Nr. 38    | 5     | 19. Januar 1879  | 23 894            | 18 085          | 75,7 %            | Gustav Merkle Johann Philipp Heitz                                                                              | FL FL             | 08 283 05 730                             | 45,8 % 31,7 %                             |
| Nr. 38    | 5     | 2. Februar 1879  | 23 711            | 19 103          | 80,1 %            | Gustav Merkle Johann Philipp Heitz                                                                              | FL FL             | 10 881 07 202                             | 57,0 % 37,7 %                             |

### Kanton Uri (1 Sitz)
| Wahlkreis | Sitze | Datum            | Wahlbe- rechtigte | Anzahl Wählende | Wahlbe- teiligung | Gewählte und Nichtgewählte | Partei | Stimmen | Anteil |
| --------- | ----- | ---------------- | ----------------- | --------------- | ----------------- | -------------------------- | ------ | ------- | ------ |
| Nr. 15    | 1     | 27. Oktober 1878 | 4 080             | 2 149           | 52,7 %            | Josef Arnold               | KK     | 1 766   | 84,6 % |

### Kanton Waadt (11 Sitze)
| Wahlkreis | Sitze | Datum                           | Wahlbe- rechtigte | Anzahl Wählende | Wahlbe- teiligung | Gewählte und Nichtgewählte | Partei                  | Stimmen                                         | Anteil                                                  |
| --------- | ----- | ------------------------------- | ----------------- | --------------- | ----------------- | --- | ----------------------- | ----------------------------------------------- | ------------------------------------------------------- |
| Nr. 41    | 4     | 27. Oktober 1878                | 20 297            | 5 861           | 28,9 %            | Charles Boiceau Louis Ruchonnet Aymon de Gingins Antoine Vessaz Marc Morel Louis Mayor Henri Marandin Louis Chausson                    | LM FL LM FL LM LM LM FL | 4 663 4 043 3 535 3 004 2 746 2 115 1 294 0 828 | 79,6 % 69,0 % 60,3 % 51,3 % 46,9 % 36,1 % 22,1 % 14,1 % |
| Nr. 42    | 4     | 27. Oktober 1878                | 22 521            | 8 316           | 36,9 %            | Paul Wulliémoz Georges-Louis Contesse Paul André Frédéric Criblet Pierre-Isaac Joly Gustave de Guimps Henri-Louis Niess Émile Montandon | FL FL LM FL LM          | 7 700 7 642 4 783 4 073 3 958 0 957 0 934 0 749 | 92,6 % 91,9 % 57,5 % 49,0 % 47,6 % 11,5 % 11,2 % 09,0 % |
| Nr. 42    | 4     | 10. November 1878 (2. Wahlgang) | 22 646            | 7 665           | 33,9 %            | Frédéric Criblet Gustave de Guimps | FL LM                   | 4 256 3 021                                     | 55,5 % 39,4 %                                           |
| Nr. 43    | 3     | 27. Oktober 1878                | 15 208            | 6 449           | 42,4 %            | Louis-Henri Delarageaz Charles Baud Théodore du Plessis Aymon de Gingins                                                                | FL FL LM                | 5 440 4 619 3 705 3 606                         | 84,4 % 71,6 % 57,5 % 55,9 %                             |

### Kanton Wallis (5 Sitze)
| Wahlkreis | Sitze | Datum            | Wahlbe- rechtigte | Anzahl Wählende | Wahlbe- teiligung | Gewählte und Nichtgewählte                                    | Partei      | Stimmen                 | Anteil                      |
| --------- | ----- | ---------------- | ----------------- | --------------- | ----------------- | ------------------------------------------------------------- | ----------- | ----------------------- | --------------------------- |
| Nr. 44    | 2     | 27. Oktober 1878 | 9 795             | 5 136           | 52,4 %            | Hans Anton von Roten Victor de Chastonay                      | KK KK       | 4 902 3 823             | 95,4 % 74,4 %               |
| Nr. 45    | 1     | 27. Oktober 1878 | 5 118             | 1 993           | 38,9 %            | Ferdinand de Montheys                                         | KK          | 1 904                   | 95,7 %                      |
| Nr. 46    | 2     | 27. Oktober 1878 | 10 144            | 6 929           | 68,3 %            | Charles de Werra Fidèle Joris Louis Barman Alexandre Dénériaz | KK KK FL FL | 3 597 3 590 3 390 3 269 | 51,9 % 51,8 % 48,9 % 47,2 % |

### Kanton Zug (1 Sitz)
| Wahlkreis | Sitze | Datum            | Wahlbe- rechtigte | Anzahl Wählende | Wahlbe- teiligung | Gewählte und Nichtgewählte | Partei | Stimmen     | Anteil        |
| --------- | ----- | ---------------- | ----------------- | --------------- | ----------------- | -------------------------- | ------ | ----------- | ------------- |
| Nr. 20    | 1     | 27. Oktober 1878 | 5 712             | 2 161           | 37,8 %            | Niklaus Moos August Keiser | KK FL  | 1 345 0 762 | 63,5 % 36,0 % |

### Kanton Zürich (14 Sitze)
| Wahlkreis | Sitze | Datum            | Wahlbe- rechtigte | Anzahl Wählende | Wahlbe- teiligung | Gewählte und Nichtgewählte | Partei         | Stimmen                                                                      | Anteil                                                                       |
| --------- | ----- | ---------------- | ----------------- | --------------- | ----------------- | --- | -------------- | ---------------------------------------------------------------------------- | ---------------------------------------------------------------------------- |
| Nr. 1     | 5     | 27. Oktober 1878 | 25 979            | 17 939          | 69,1 %            | Melchior Römer Johann Jakob Widmer Alfred Escher Johannes Ryf Johann Kaspar Baumann Jakob Pfenninger Johannes Ringger Johann Jakob Schäppi Karl Bürkli Rudolf Morf Wilhelm Hertenstein | LM LM DL DL LM | 10 635 10 356 09 049 08 901 08 694 05 785 05 147 04 369 03 319 02 820 01 596 | 70,6 % 68,7 % 60,0 % 59,0 % 57,7 % 38,4 % 34,1 % 29,0 % 22,0 % 18,7 % 10,6 % |
| Nr. 2     | 3     | 27. Oktober 1878 | 15 135            | 11 233          | 74,2 %            | Johann Jakob Hasler Johann Jakob Keller Heinrich Landis Walter Hauser | LM DL LM DL    | 8 387 8 360 4 835 4 263                                                      | 93,4 % 93,1 % 53,8 47,5 %                                                    |
| Nr. 3     | 3     | 27. Oktober 1878 | 16 085            | 12 291          | 76,4 %            | Friedrich Salomon Vögelin Johannes Stössel Salomon Bleuler Heinrich Bosshard Johann Jakob Spiller Ulrich Wettstein                                                                     | DL DL LM LM    | 5 419 5 272 5 238 4 774 4 245 3 858                                          | 54,4 % 52,9 % 52,6 % 47,9 % 42,6 % 38,7 %                                    |
| Nr. 4     | 3     | 27. Oktober 1878 | 15 904            | 11 295          | 71,0 %            | Johannes Moser Friedrich Scheuchzer Johann Jakob Scherer | DL DL DL       | 6 067 5 210 5 152                                                            | 85,1 % 73,1 % 72,3 %                                                         |
| Nr. 4     | 3     | 19. Januar 1879  | 15 961            | 12 427          | 77,9 %            | Johann Jakob Sulzer Jakob Rüedi | DL LM          | 7 798 4 246                                                                  | 62,8 % 34,2 %                                                                |

## Ersatzwahlen bis 1881
Aufgrund von Vakanzen während der darauf folgenden 11. Legislaturperiode fanden in 15 Wahlkreisen 17 Ersatzwahlen statt.
| Wahlkreis / Kanton | Ersatz für                 | Datum                          | Wahlbe- rechtigte | Anzahl Wählende | Wahlbe- teiligung | Gewählte und Nichtgewählte                            | Partei      | Stimmen                     | Anteil                      |
| ------------------ | -------------------------- | ------------------------------ | ----------------- | --------------- | ----------------- | ----------------------------------------------------- | ----------- | --------------------------- | --------------------------- |
| Nr. 1 (ZH)         | Johann Jakob Widmer        | 2. Februar 1879                | 26 386            | 16 348          | 62,0 %            | Jakob Pfenninger Rudolf Hüni-Peter                    | DL LM       | 07 474 07 435               | 45,7 % 45,5 %               |
| Nr. 1 (ZH)         | Johann Jakob Widmer        | 16. Februar 1879 (2. Wahlgang) | 26 394            | 18 057          | 68,4 %            | Jakob Pfenninger Rudolf Hüni-Peter                    | DL LM       | 10 142 07 649               | 56,2 % 42,4 %               |
| Nr. 2 (ZH)         | Johann Jakob Hasler        | 30. Januar 1880                | 15 135            | 7 963           | 52,6 %            | Jakob Brennwald Johann Jakob Abegg                    | LM LM       | 06 593 00 847               | 82,8 % 10,6 %               |
| Nr. 8 (BE)         | Albert Friedrich Born      | 18. Mai 1879                   | 16 630            | 6 540           | 39,3 %            | Johan F. Gugelmann Daniel Flückiger                   | FL LM       | 03 752 02 788               | 57,4 % 42,6 %               |
| Nr. 8 (BE)         | Alexander Bucher           | 1. Mai 1881                    | ca. 17 000        | 5 783           | 34,0 %            | Andreas Schmid Edmund von Steiger                     | FL ER       | 03 874 01 849               | 67,0 % 32,0 %               |
| Nr. 9 (BE)         | Jakob Stämpfli             | 10. Oktober 1879               | 14 860            | 03 408          | 22,9 %            | Rudolf Niggeler                                       | FL          | 2 690                       | 78,9 %                      |
| Nr. 10 (BE)        | Hippolyte Paulet           | 4. Mai 1879                    | 21 170            | 13 338          | 63,0 %            | Joseph Stockmar Pierre-Joseph Koller                  | FL KK       | 06 210 05 782               | 52,2 % 47,6 %               |
| Nr. 13 (LU)        | Vinzenz Fischer            | 27. Juli 1879                  | 8 529             | 3 932           | 46,1 %            | Leo Steiner Alois Sigrist                             | FL KK       | 02 037 01 791               | 51,8 % 45,6 %               |
| Nr. 21 (FR)        | Arthur Techtermann         | 6. Februar 1881                | 14 043            | 11 916          | 84,9 %            | Paul Aeby Louis-Auguste Marmier                       | KK FL       | 06 490 03 693               | 54,5 % 31,0 %               |
| Nr. 23 (SO)        | Hermann Dietler            | 5. Oktober 1879                | 16 986            | 10 341          | 60,9 %            | Oskar Munzinger Josef Anton Glutz                     | FL KK       | 06 015 04 280               | 58,2 % 41,4 %               |
| Nr. 28 (AI)        | Alois Broger               | 2. Mai 1880                    | 3 150             | 2 584           | 82,0 %            | Karl Justin Sonderegger Sträule                       | LM KK       | 01 472 01 025               | 57,0 % 39,7 %               |
| Nr. 35 (AG)        | Carl Feer-Herzog           | 15. Februar 1880               | 11 293            | 9 003           | 79,7 %            | Ludwig Karrer Theodor Lang                            | FL LM       | 06 381 00 846               | 70,9 % 09,4 %               |
| Nr. 38 (TG)        | Johann Messmer             | 23. Mai 1880                   | 23 859            | 19 610          | 82,2 %            | Johann Philipp Heitz                                  | FL          | 10 827                      | 55,2 %                      |
| Nr. 39 (TI)        | Bernardino Lurati          | 24. Oktober 1880               | ca. 17 800        | 9 846           | 55,3 %            | Ignazio Polar Carlo Battaglini                        | KK FL       | 05 777 04 032               | 58,7 % 41,0 %               |
| Nr. 41 (VD)        | Louis Ruchonnet            | 24. April 1881                 | 21 038            | 12 604          | 59,9 %            | David Joly Louis Berdez                               | FL LM       | 06 855 05 704               | 54,4 % 45,3 %               |
| Nr. 42 (VD)        | Paul André                 | 22. Mai 1881                   | 20 952            | 8 551           | 40,8 %            | Louis Mayor Jules Brun Marc de Montet Frédéric Dubrit | FL FL LM LM | 05 345 05 265 03 052 03 047 | 62,5 % 61,6 % 35,6 % 35,6 % |
| Nr. 43 (VD)        | Théodore du Plessis        | 9. März 1879                   | 15 101            | 6 421           | 42,5 %            | Jules Colomb Alphonse Bory                            | FL FL       | 03 264 01 358               | 50,8 % 21,2 %               |
| Nr. 47 (NE)        | Charles-Alfred Petitpierre | 31. Oktober 1880               | ca. 24 000        | 8 222           | 34,3 %            | Henri Morel Alfred Borel                              | FL LM       | 04 728 03 424               | 57,5 % 41,6 %               |

## Quelle
- Erich Gruner: Die Wahlen in den Schweizerischen Nationalrat 1848–1919. Band 3. Francke Verlag, Bern 1978, ISBN 3-7720-1445-3, S. 157–169.